# Gerd Bleidorn

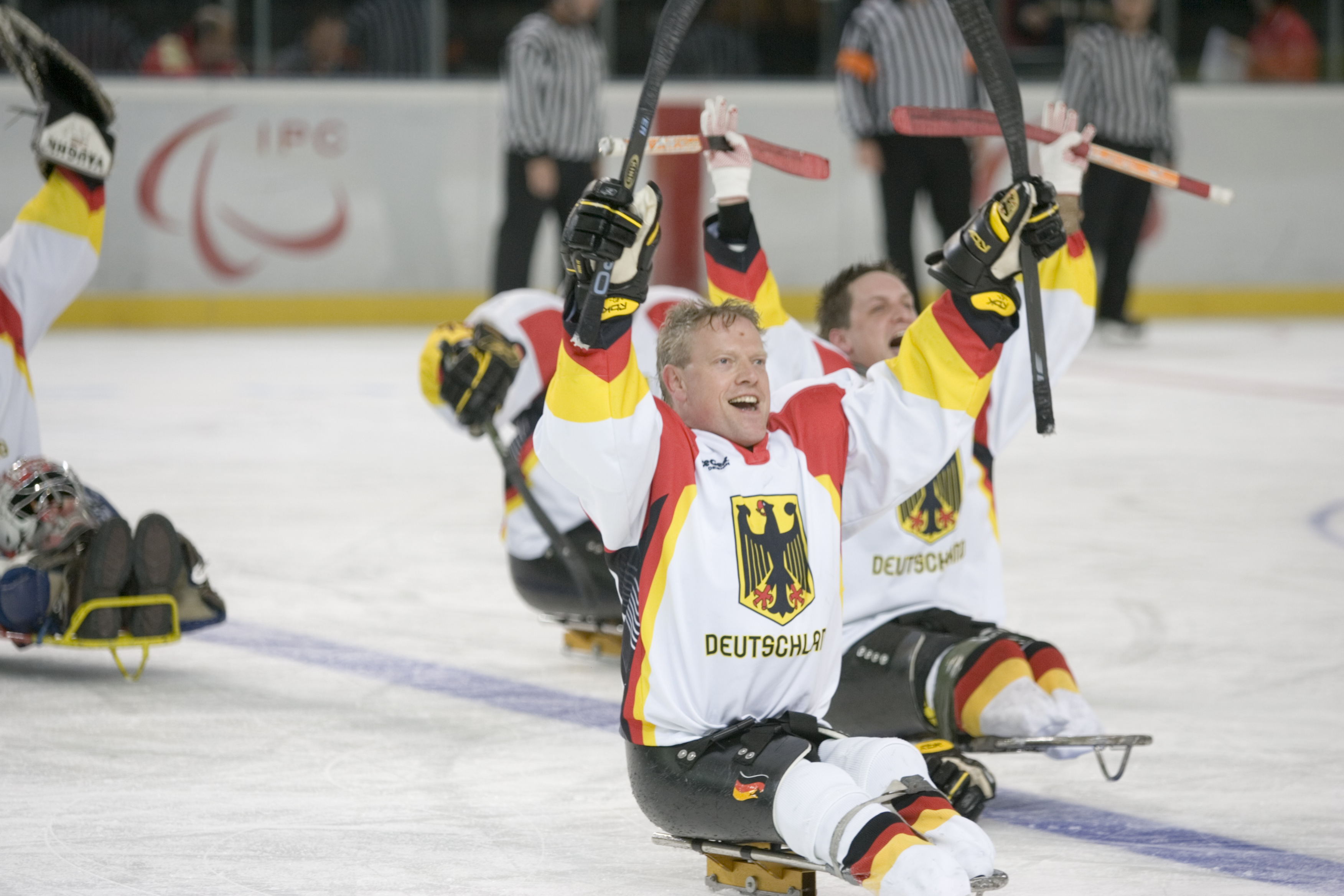
Paralympics Turin 2006

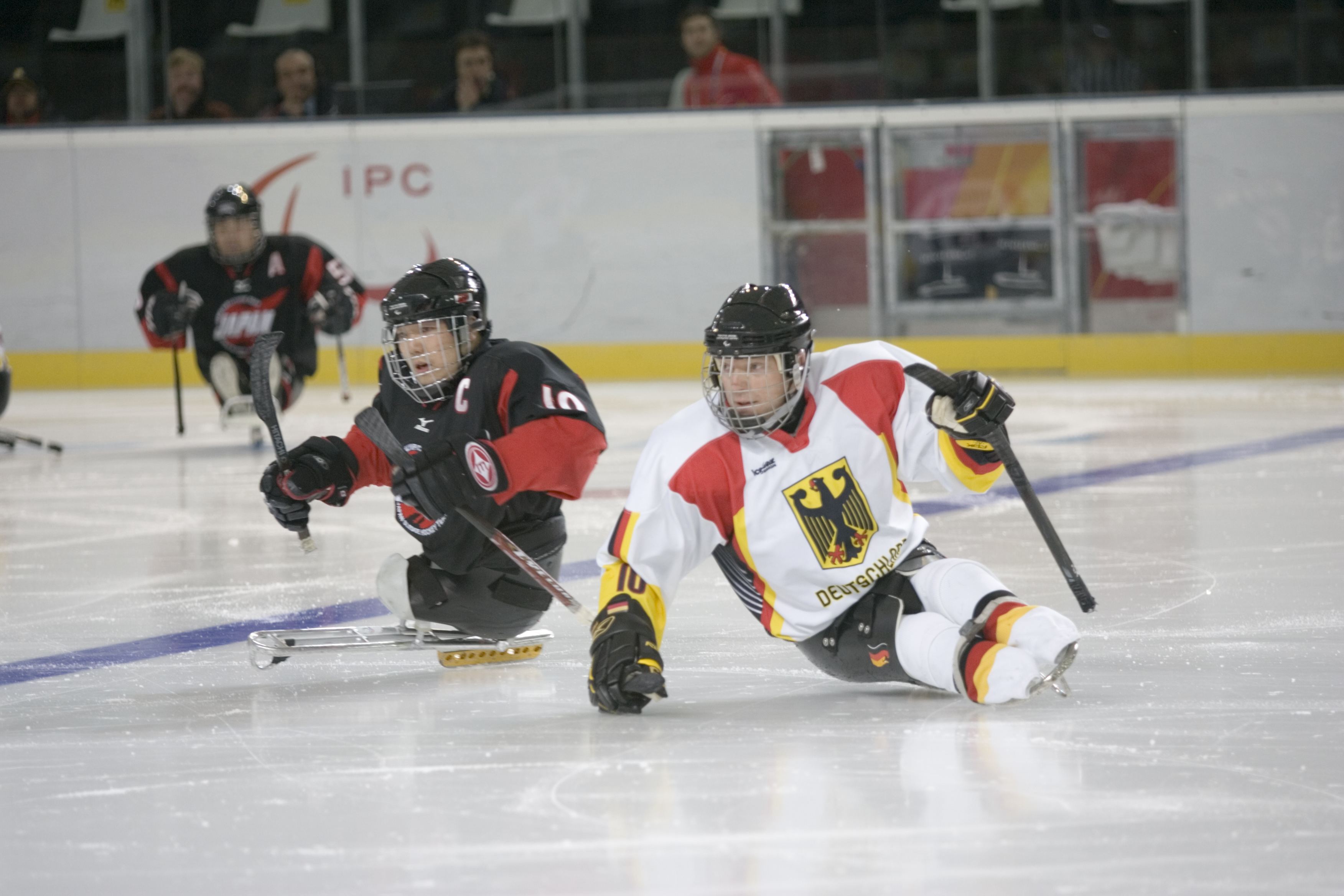
Paralympics 2006 Turin – Spiel gegen Japan

Gerd Bleidorn (* 14. Mai 1958 in Minden/Westfalen) ist ein ehemaliger deutscher Sledge-Eishockey-Nationalspieler, -trainer und Funktionär für Behinderten-Sport.

## Vereinskarriere
Mit achtunddreißig Jahren begann Bleidorn Sledge-Eishockey zu spielen. Im Herbst 1996 war er der erste Deutsche, der je an einem Sledge-Eishockeyspiel teilnahm. Sein damaliger Heimatverein, die RSG Hannover 94, baute innerhalb von zwei Jahren die erste Sledge-Eishockeymannschaft in Hannover auf. Da es in Deutschland bis dato noch keine Gegner gab, trat die Mannschaft zunächst gegen europäische Teams an. Nachdem 1998 in Dresden und 1999 in Bremen neue Mannschaften gegründet wurden, konnte 2000 der offizielle Spielbetrieb einer Sledge-Eishockey Liga aufgenommen werden, aus dem die RSG als erster Deutscher Meister hervorging.
Ab 2011 betreute er die Ice Lions Langenhangen zudem als Spielertrainer und wurde zweimal mit ihnen Meister.
Bleidorn absolvierte bis März 2012 insgesamt 182 Sledgeeishockeyspiele für Hannover in der Deutschen Sledge-Eishockey Liga und bei internationalen Turnieren, in denen er insgesamt 133 Toren und 241 Vorlagen erzielen konnte. Am 18. März 2012 beendete Bleidorn seine Spielerkarriere offiziell.

## Länderspielkarriere
Im Jahre 2001 war Bleidorn mit einer Deutschland-Auswahl erstmals auf internationaler Ebene aktiv. Er wurde mit der deutschen Nationalmannschaft im April 2005 Europameister und qualifizierte sich somit für die Winter-Paralympics 2006 in Turin. Bei diesen Paralympischen Spielen belegte das deutsche Team den vierten Platz. Bleidorn absolvierte bis März 2011 insgesamt 125 Sledgeeishockeyspiele für Deutschland bei internationalen Turnieren und erzielte dabei 28 Tore und 71 Vorlagen.
Bleidorn spielt seit August 2011 nicht mehr in der Nationalmannschaft.

## Erfolge
- Deutscher Meister 2001, 2002, 2003, 2004, 2005, 2006, 2007, 2009, 2010, 2011, 2012[1]

- 7. Platz Weltmeisterschaft 2004
- 1. Platz Europameisterschaft 2005
- 4. Platz Paralympics 2006
- 3. Platz Europameisterschaft 2007
- 5. Platz Weltmeisterschaft 2008
- 8. Platz Weltmeisterschaft 2009
- 6. Platz Europameisterschaft 2011

## Auszeichnungen
- Sportlermedaille des Landes Niedersachsen 2006 für sportliche Leistung als Einzelsportler
- Sportlermedaille des Landes Niedersachsen 2010 für sportliche Leistung in der Mannschaft

## Titel
- Fachbereichsleiter Sledge-Eishockey im Deutschen Rollstuhlsportverband e.V. (Juni 2003 bis Mai 2009 + erneut seit Juli 2010 bis März 2012)
- Trainer-C-Lizenz DEB seit August 2010
- Ehrenkapitän der deutschen Sledgeeishockey-Nationalmannschaft auf Lebenszeit seit März 2012[1]